# Amherst Junction, Wisconsin
Amherst Junction là một làng thuộc quận Portage, tiểu bang Wisconsin, Hoa Kỳ. Năm 2006, dân số của làng này là 305 người.